# Wodziany
Wodziany (niem. Wodigehnen) – wieś w Polsce położona w województwie warmińsko-mazurskim, w powiecie ostródzkim, w gminie Małdyty.
W latach 1975–1998 miejscowość administracyjnie należała do województwa olsztyńskiego.
Wieś wzmiankowana w dokumentach z roku 1350, jako wieś pruska na 12 włókach. Pierwotna nazwa Wodieyn najprawdopodobniej wywodzi się z języka pruskiego. W roku 1782 we wsi odnotowano osiem domów (dymów), natomiast w 1858 w 13 gospodarstwach domowych było 122 mieszkańców. W latach 1937–1939 było 69 mieszkańców. W roku 1973 wieś należała do powiatu morąskiego, gmina Małdyty, poczta Małdyty.